# Замок Порчано (Ферентино)
Замок Порчано в Ферентино (итал. Castello di Porciano, лат. Castrum Porciani) — руины замка, расположенные на территории коммуны Порчано в муниципалитете Ферентино (Лацио); в IX веке замок размещал в себе местный военный гарнизон. Сегодня это руины, покрытые густой растительностью, на холме с видом на озеро Кантерно.

## История и описание
Замок Порчано в Ферентино был построен в IX веке. Первые документальные свидетельства о существовании замка относятся к 926 году. В XIII веке население местной общины значительно выросло и превысило тысячу жителей, в результате чего замок приобрёл важное военное и политическое значение. Постепенно замок был расширен и его площадь достигла пяти гектаров. Документ, датированный 1085 годом, является актом дарения замка монастырю в Субьяко от некого «Трасмондо ди Амато».
Первоначально замок находился под прямым контролем Римской католической церкви: он должен был платить ей ежегодный налог в размере шести фунтов серебра. В 1203 году папа римский Иннокентий III, после своего посещения монастыря Сан Бенедетто (Monastero di San Benedetto) в Субьяко, отметил серьёзные экономические трудности, с которыми столкнулись местные монахи. В том же году, буллой от 24 февраля, он приказал местным жителям далее платить те же шесть фунтов серебра не Римской церкви, а прямо настоятелю монастыря в Субьяко.
Из-за серии конфликтов между папой римским, королем Неаполя и рядом аристократических семей города Рима, примерно в XV веке замок в Ферентино был разграблен и сожжен («captum, spoliatum et combustum…»). В 1438 году крепость и все её владения приобрел Пьетро де Вивиани (Pietro De Viviani). Порчано был восстановлен в период папства Евгения IV; затем замок был дополнительно укреплен. Однако незадолго до смерти де Вивиани его наследники, имевшие конфликты с местным населением, вновь взяли замок под свой контроль. В 1477 году замок перешёл к Антонио Ровере, который взял на себя обязательство выплачивать годовой доход от замка Собору Святых Иоанна и Павла в Ферентино.
С 1640 года замок был заброшен; после этого он стал сначала «карьером» для добычи строительных материалов местными жителями, а затем превратился в пастбище. В XXI веке развалины замка сложно посетить туристам и путешественникам — из-за густого кустарника, который их покрывает.